# Gilly-sur-Isère
Gilly-sur-Isère település Franciaországban, Savoie megyében. Lakosainak száma 3109 fő (2022. január 1.). Gilly-sur-Isère Albertville, Grignon, Mercury, Monthion, Notre-Dame-des-Millières, Tournon és Verrens-Arvey községekkel határos.

## Népesség
A település népességének változása:
| Lakosok száma | 2878 | 2973 | 3088 | 3013 | 3029 | 3042 | 3062 | 3076 | 3109 |
|               | 2013 | 2015 | 2016 | 2017 | 2018 | 2019 | 2020 | 2021 | 2022 |